# Щекотихин, Николай Николаевич
Николай Николаевич Щекотихин (Щекатихин) (13 октября 1896, Москва ― 1 апреля 1940) ― белорусский искусствовед, теоретик искусства.

## Биография
В 1914 году окончил гимназию А. Флёрова в Москве. Учился в Московском университете (1914—1918).
С 1920 года работал научным сотрудником харьковского музея, являясь заведующим переводческой коллегии и членом репертуарной комиссии при научно-теоретическом отделении Наркомобразования Украины. Состоял в правлении Всеукраинского Союза писателей.
С 1922 года в Минске, работал в БГУ (1922—1924), Инбелкульте (1925—1928), АН БССР (1929—1930). Знал 12 языков.
В июле 1930 года был арестован в связи с делом «Союза освобождения Беларуси». Выслан в Белебей Башкирской АССР на 5 лет. Там работал плановиком в райпотребсоюзе, позже учителем.
В письме к коллеге профессору Владимиру Пичете он пишет:

Я не мечтаю сейчас ни о чём больше, не стремлюсь в крупные центры; меня устроила бы самая маленькая, самая скромная научная работа где угодно в провинции, пускай самым младшим сотрудником; готов хоть снова начинать научную карьеру с ассистента, как 17 лет назад, лишь бы снова иметь возможность полностью отдаться любимой научной работе. Я ещё не стар ― мне только сорок два года

В 1937 году Щекотихина опять арестовывают. В тюрьме он заболел туберкулёзом, от которого и умер.
Реабилитирован в 1956 году.

## Научная деятельность
Один из основателей белорусского искусствоведения. Исследовал историю белорусского искусства от его начала до современности: изучал церковные фрески, иконопись, белорусское монументальное зодчество XI—XVIII вв., гравюры изданий Ф. Скорины. Выступал по вопросам теории и практики белорусского искусства.
Впервые в белорусском искусствоведении выработал научную концепцию истории белорусского искусства, основные направления его развития, сделал попытку периодизации. Особое внимание уделял становлению национальной художественной школы, организации художественной жизни республики.
Первым ввёл понятия «белорусское барокко», «белорусское Возрождение».
Исполнял должность научного секретаря Секции белорусского искусства Инбелкульта, создал в институте Комиссию истории искусства.
В 1928 году выпустил первый том «Очерков из истории белорусского искусства».

## Сочинения
- Феликс Валлотон.― М., 1918;
- Фрэскі Полацкага Барысаглебскага манастыра // Наш край. 1925, № 1;
- Васіль Вашчанка — магілёўскі гравёр канца XVI — пачатку XVIII сталецця. ― Мн., 1925;
- Матар’ялы да гісторыі беларускага малярства XVIII ст. // Віцебшчына. Т. 1. 1925;
- Нарысы з гісторыі беларускага мастацтва. Т. 1. Мн., 1928; факсімільнае выд.: Мн., 1993;
- Новы Менск // Чырвоная Беларусь. 1930, № 1.
- Иллюстрации Даниеля Ходовецкого к «Буре» Шекспира // Працы БДУ. 1923/4-5; 1926/12
- Матывы краязнаўства ў нашым сучасным мастацтве: (З вынікаў Усебеларускай выставы) // Наш край. 1926/2-3
- Замак у Рагачове // Наш край. 1926/10-11
- Калі нарадзіўся Францішак Скарына // Полымя 1925/5
- Сучаснае мастацтва Беларусі // Полымя 1926/6
- Кнігапіс // Полымя 1926/7
- На шляхах да новага беларускага мастацтва: (Нарысы творчасці Міхася Філіповіча) // Полымя 1927/2
- Беларускае мастацтва ў гістарычнай і археалагічнай літаратуры // Полымя 1927/6,8
- Арнаментальныя роспісы Смядынскай барысаглебскай царквы ў Смаленску // Гісторыка археалагічны зборнік. Мн., 1927/1
- Новыя архіўныя матэрыялы // Гісторыка археалагічны зборнік. Мн., 1928. Кн.6
- Помнікі старадаўня архітэктуры XVII—XVIII сталеццяў у Менску // Запіскі Аддзелу гуманітарных навук. Мн., 1926. Кн.6 працы камісіі гісторыі мастацтва, т.1.
- Рыгор Мядзвецкі — невядомы беларускі маляр канца XVIII сталецця // Запіскі Аддзелу гуманітарных навук. Мн., 1926. Кн.6 працы камісіі гісторыі мастацтва, т.1.